# Inzigkofen

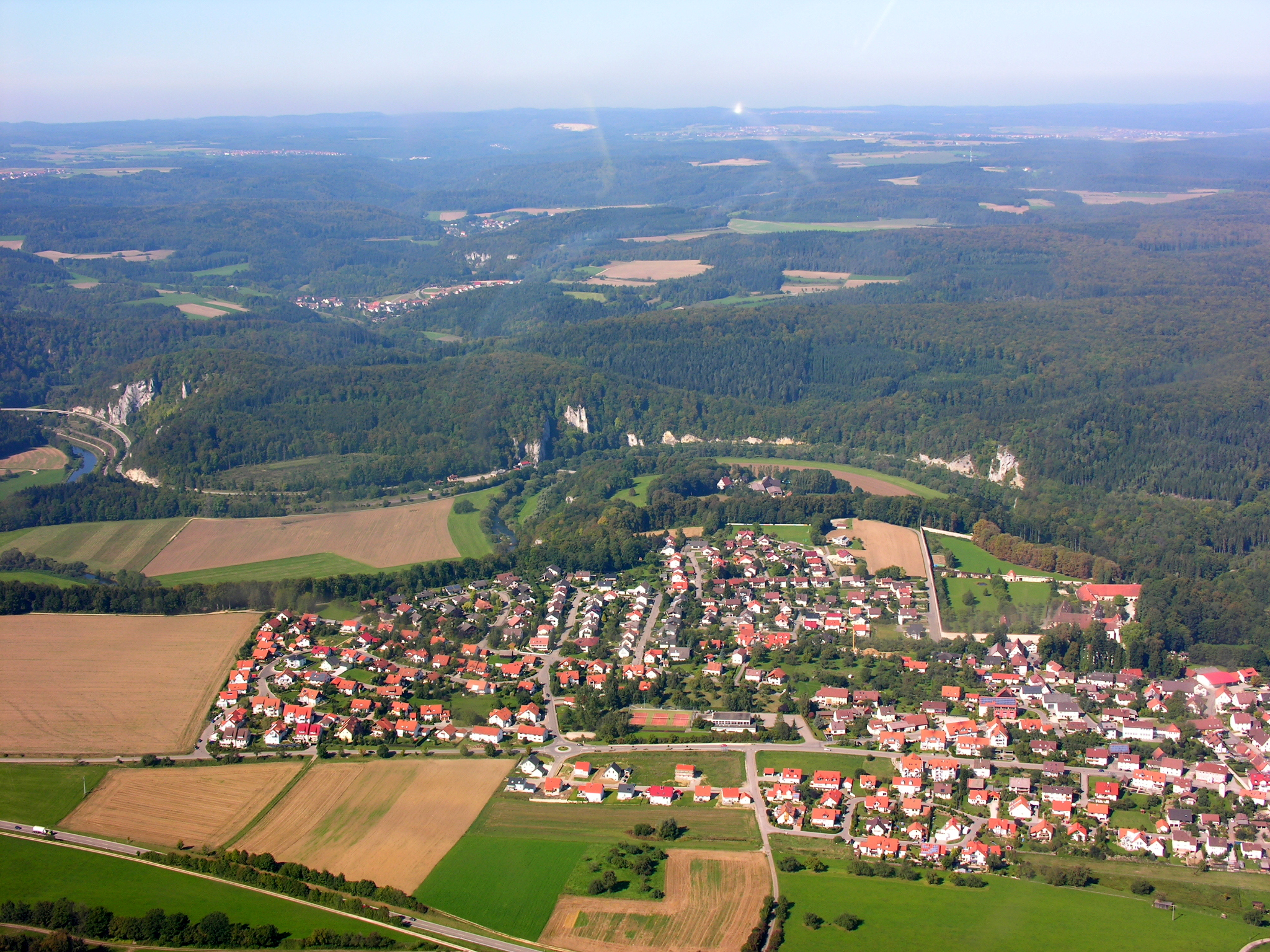
Vista aérea de Inzigkofen.

Inzigkofen é um município localizado no distrito de Sigmaringen, em Baden-Württemberg, Alemanha.